# Christoph Strohm

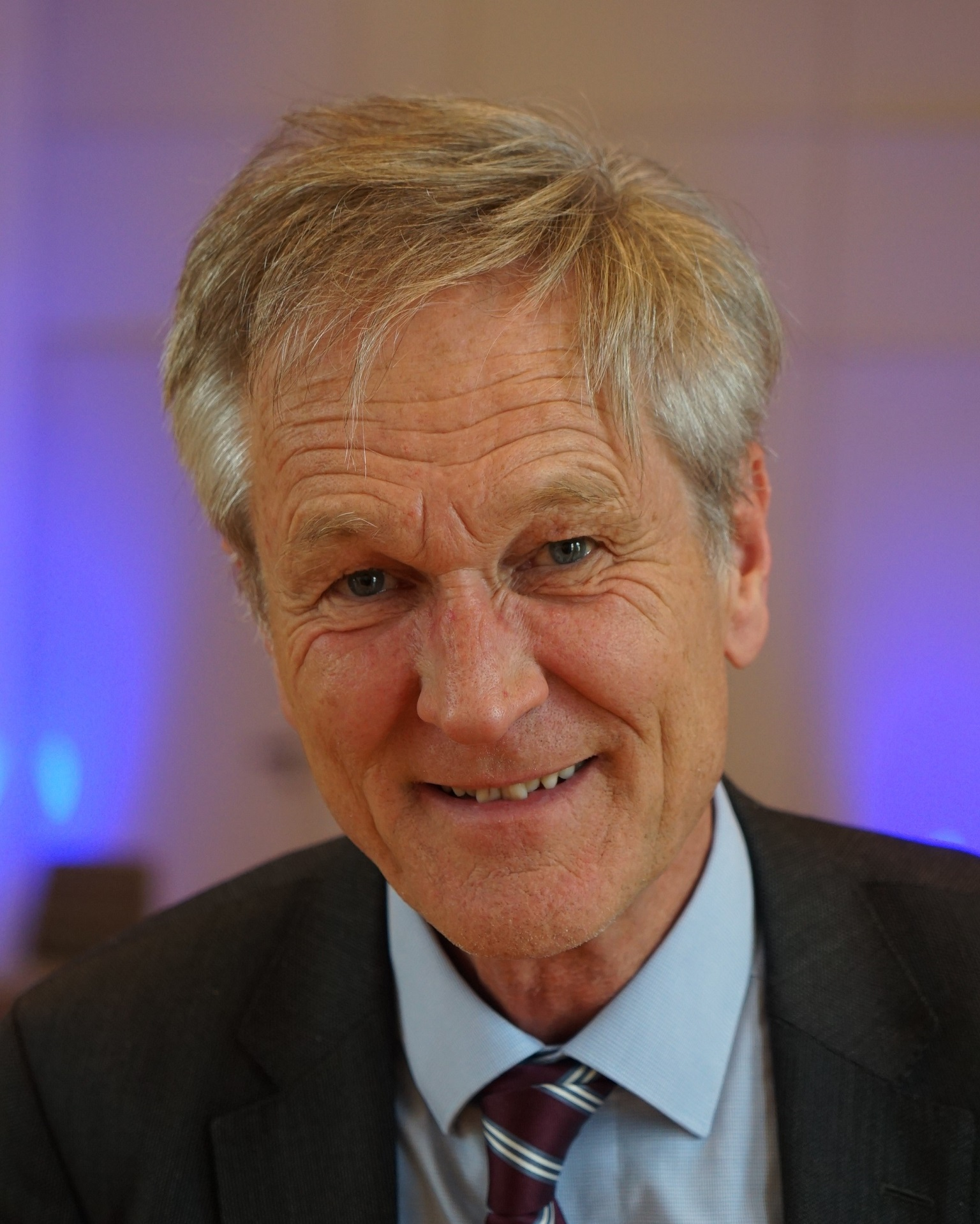
Christoph Strohm (2021)

Christoph Strohm (* 14. September 1958 in Memmingen) ist ein deutscher Theologe, Reformations- und Kirchenhistoriker.
Christoph Strohm, Sohn des Theologen und Pfarrers Albert Strohm, studierte die Fächer Evangelische Theologie und Geschichte in München, Neuendettelsau und Heidelberg. 1981 erfolgte die Aufnahme in die Studienstiftung des deutschen Volkes. Von 1984 bis 1987 war Strohm wissenschaftlicher Mitarbeiter eines von der Stiftung Volkswagenwerk geförderten Forschungsprojekts zum Widerstand des Bonhoeffer-Dohnanyi-Kreises gegen Adolf Hitler. 1987 erfolgte das erste kirchliche Examen. Im Jahr 1987 wurde er in Heidelberg promoviert. Von 1988 bis 1990 war er als Vikar tätig. 1990 legte er das zweite kirchliche Examen ab. 1991 folgte die Ordination. 1995 erfolgte die Habilitation in Heidelberg. Dort war er 1995/96 als Privatdozent tätig. Von 1994 bis 1996 war er wissenschaftlicher Mitarbeiter der Forschungsstelle zur Herausgabe der Werke Martin Bucers bei der Heidelberger Akademie der Wissenschaften. Von 1996 bis 2006 lehrte er als ordentlicher Professor für Kirchengeschichte an der Ruhr-Universität Bochum. Seit April 2006 ist Strohm Lehrstuhlinhaber für Reformationsgeschichte und Neuere Kirchengeschichte an der Universität Heidelberg.
Seine Forschungsschwerpunkte sind die Einflüsse weltanschaulich-konfessioneller Orientierung auf die Rechtsentwicklung in der Frühen Neuzeit, Recht und Jurisprudenz im Reformierten Protestantismus (1550–1650), das Leben und Werk Johannes Calvins, der Widerstand gegen den Nationalsozialismus, die Edition der Deutschen Schriften und des Briefwechsels des Reformators Martin Bucer sowie die kulturgeschichtlichen Wirkungen der Bibel im 17. und 18. Jahrhundert. Seit 2008 ist er ordentliches Mitglied der Heidelberger Akademie der Wissenschaften. Er ist Mitherausgeber der Zeitschrift Evangelische Theologie.
Heinrich Bedford-Strohm, Landesbischof der Evangelisch-Lutherischen Kirche in Bayern von 2011 bis 2023 und Ratsvorsitzender der Evangelischen Kirche in Deutschland von 2014 bis 2021, ist sein Bruder. Der Heidelberger evangelische Praktische Theologe und Diakoniewissenschaftler Theodor Strohm, war sein Onkel.

## Schriften (Auswahl)
Monographien
- Kulturwirkungen des Christentums? Betrachtungen zu Thomas Karlaufs „Stauffenberg“ und Jan Assmanns „Totaler Religion“. Mohr Siebeck, Tübingen 2021, ISBN 978-3-16-160126-2.
- Die Kirchen im Dritten Reich. 3., durchgesehene Auflage. Beck, München 2011, ISBN 978-3-406-75890-4
- Johannes Calvin. Leben und Werk des Reformators. Beck, München 2009, ISBN 978-3-406-56269-3 (Rezension)
- Calvinismus und Recht. Weltanschaulich-konfessionelle Aspekte im Werk reformierter Juristen in der Frühen Neuzeit. Mohr Siebeck, Tübingen 2008, ISBN 3-16-149581-0. (Rezension)
- Ethik im frühen Calvinismus. Humanistische Einflüsse, philosophische, juristische und theologische Argumentationen sowie mentalitätsgeschichtliche Aspekte am Beispiel des Calvin-Schülers Lambertus Danaeus. de Gruyter, Berlin 1996, ISBN 3-11-015061-1.
- Theologische Ethik im Kampf gegen den Nationalsozialismus. Der Weg Dietrich Bonhoeffers mit den Juristen Hans von Dohnanyi und Gerhard Leibholz in den Widerstand (= Heidelberger Untersuchungen zu Widerstand, Judenverfolgung und Kirchenkampf im Dritten Reich. Band 1). Kaiser, München 1989.

Herausgeberschaften
- Theologenbriefwechsel im Südwesten des Reichs in der Frühen Neuzeit (1550-1620). Kritische Auswahledition. Gütersloher Verlagshaus, Gütersloh 2020ff. (bislang zwei Bände). (Zum Forschungsprojekt: Theologenbriefwechsel im Südwesten des Reichs in der Frühen Neuzeit (1550–1620))